# 抽菸很遜，會讓你咳嗽
《抽菸很遜，會讓你咳嗽》（法語：Fumer fait tousser）是一部2022年法國喜劇多段式電影，由昆汀·杜皮爾執導、編劇、掌鏡及剪輯，主演陣容包括吉爾斯·萊勞奇、吉爾斯·萊勞奇、文森·拉寇斯特、阿娜伊絲·德穆斯提耶、尚恩-帕斯卡·札吉和歐萊雅·阿瑪拉。故事講述五名戰士組成的英雄團隊「金菸戰士」（Tobacco Force）正在分崩離析，領導者為了重建團隊精神，打算在返回拯救世界之前對他們進行為期一周的靜修。
《抽菸很遜，會讓你咳嗽》2022年5月21日在第75屆坎城影展上首映，2022年11月30日在法國上映。電影獲得的評價趨於不一，有些評論家稱讚電影的幽默感，但也有部分評論家批評劇情設計，觀眾的反應則偏向兩極。

## 演員
- 吉爾斯·萊勞奇（法语：Gilles Lellouche）飾演班贊（Benzène）[1]
- 文森·拉寇斯特（法语：Vincent Lacoste）飾演門森諾（Methanol）[1]
- 阿娜伊絲·德穆斯提耶飾演妮古汀（Nicotine）[1]
- 尚恩-帕斯卡·札吉（法语：Jean-Pascal Zadi）飾演梅爵（Mercure）[1]
- 歐萊雅·阿瑪拉（法语：Oulaya Amamra）飾演艾蒙妮雅（Ammoniaque）[1]
- 格雷戈爾·盧迪格（法语：Grégoire Ludig）飾演克里斯托夫（Christophe）[1]
- 阿黛尔·艾克阿切波洛斯飾演席琳（Céline）[1]
- 朵莉亞·緹莉兒（法语：Doria Tillier）飾演阿嘉特（Agathe）
- 大衛·馬賽（法语：David Marsais）飾演雅克（Jacques）[1]
- 傑羅姆·尼爾（法语：Jérôme Niel）飾演布魯諾（Bruno）[1]
- 白蘭雪·蓋汀（法语：Blanche Gardin）飾演東尼（Tony）[1]
- 亞倫·夏巴（法语：Alain Chabat）飾演滴滴博士（Chief Didier）
- 貝諾特·波維德（法语：Benoît Poelvoorde）飾演萊薩丹（Lézardin）[1]

## 發行
《抽菸很遜，會讓你咳嗽》2022年5月21日在第75屆坎城影展的非競賽的午夜單元上舉行全球首映。高蒙獲得法國發行權，安排電影2022年11月30日在法國上映。Magnet Releasing負責北美發行。

## 外部連結
- 互联网电影数据库（IMDb）上《抽菸很遜，會讓你咳嗽》的资料（英文）
- 爛番茄上《抽菸很遜，會讓你咳嗽》的資料（英文）